# Cristina González del Valle
Cristina González del Valle est une actrice espagnole de cinéma et de théâtre au XXIe siècle.

## Filmographie

### Cinéma
- 2013 : D'amour et de dettes (Sapos y culebras) de Francisco Avizanda (Izaba Films) : fille au collier
- 2016 : Luz de Soledad de Pablo Moreno (Contracorriente-Three Columns Entertainment) : sœur Piedad
- 2017 : Fátima, el último misterio de Pablo Moreno (Goya Producciones)
- 2018 : El tutor de Diego Arjona (Arjona Films)
- 2019 : A Dios pongo por testigo de Manuel Nector
- 2020 : Lú Belmonte de Roberto Fernández : Cristina Peralta
- 2021 : La sirvienta de Pablo Moreno (Stellarum Films) : Vincente-Marie López y Vicuña

### Télévision
- 2009 : Euskolegas (ETB 2) : Pausoka
- 2016 : La verdad
- 2016 : José Mota presenta (TVE)
- 2016 : El caso (TVE)
- 2017 : Centro médico (Zebra Producciones. TVE)
- 2017 : Amores que duelen (Verve Media. T5) : María
- 2017 : Amar es para siempre (Diagonal TV. A3) : Mónica Valero
- 2018 : Club Houdini, 2ème épisode (Disney Channel) : Princesse Agripine
- 2020 : Ana Tramel, el juego (Tornasol et DeAPlaneta)

## Théâtre
- 2009 : Divinas palabras, mise en scène de Carlos Baiges
- 2011: La cabeza de Blanche, mise en scène de Noemí Rodríguez : Blanche
- 2013 / 2014 : El Quijote, mise en scène d'Ángel Gutiérrez, au théâtre de Cámara Chejov : Antonia
- 2014 : La casa de Bernarda Alba, mise en scène de Miguel Serrano, théâtre Para Un Instante : Adela
- 2015 : Jedi por amor, au micro-théâtre por dinero, Madrid
- 2015 : Dandi y rapulda, au micro-théâtre por dinero, Madrid
- 2015 : Divas, Micromusical, Escalera de Jacob Lavapiés
- 2016 : Celestina, puta vieja, mise en scène de Doriam Sojo (El Burdel a Escena) : Melibea et Elicia
- 2017 : Si el silencio dijera, mise en scène de Carlos Jiménez, compagnie Arte Factor, centre culturel Fernán Gómez
- 2018 : Todos los caminos conducen al narco, mise en scène d'Acoyani Guzmán, au Bámbola teatro et au Teatro sin Red : Nave 73
- 2018  : La puta de las mil noches, mise en scène de Juan Estelrich, compagnie Arte Factor, au Teatro Español
- 2021 : Cabecita loca, mise en scène de Sergio Cardoso, au Invertebra Teatro